# Tetrodo de haz dirigido

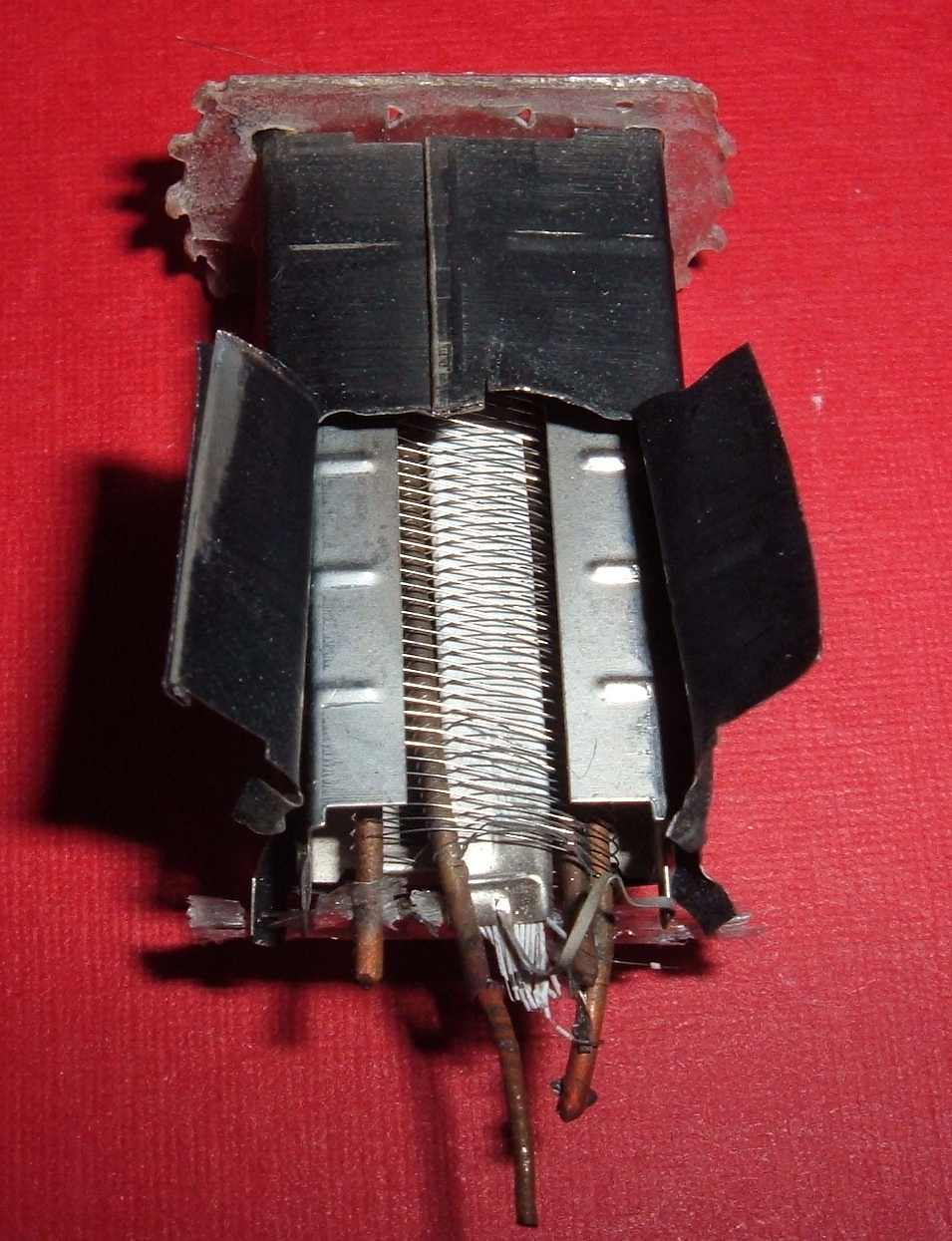
Interior de un tetrodo de haz dirigido con ánodo abierto. Las placas directoras del haz son las estructuras de color plateado a izquierda y derecha.

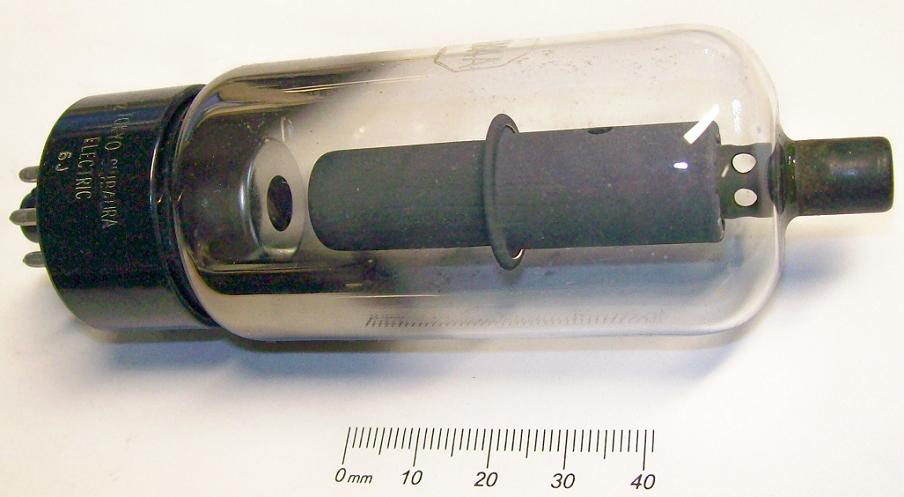
Tetrodo de haz dirigido con ánodo hueco

El  tetrodo de haz dirigido  es un tipo de tubo de vacío o válvula de vacío con un diseño que le permite producir más potencia y menos distorsión que un pentodo de características similares. Esta característica ha hecho que sean utilizados generalmente por amplificar un señal eléctrica.

## Diseño
El problema de la emisión secundaria de electrones del tetrodo fue resuelto por Philips/Mullard mediante la introducción de la reja supresora obteniendo así el pentodo. Sin embargo, en aplicaciones de audio, la distorsión armónica, aunque menor que la del triodo, está compuesta esencialmente de armónicos impares, dando el resultado con un componente duro y poco musical. Algunas compañías, incluyendo RCA y EMI se pusieron a trabajar para encontrar una solución. Los tetrodos de haz dirigido surgieron de esta investigación. El primero fue el famoso 6L6, que todavía se utiliza hoy en día tanto en HiFi de "audiófilos" como en la amplificación de guitarra.
Los tetrodos de haz dirigido están equipados con dos pantallas conectadas al cátodo que dirigen el flujo de electrones hacia el ánodo a través de las rejas de control primero y pantalla después. El bobinado, o dibujo, de las rejas es alineado con precisión, de esta manera la reja de control crea haces de electrones que atraviesan la reja de pantalla fácilmente, haciendo que esta sea "invisible" para el cátodo. Este posicionamiento de las rejas reduce la corriente a través de la reja supresora. Una vez atravesada la reja supresora se crea un espacio donde los electrones es frenan debido a que el potencial del ánodo es inferior al de la reja de pantalla. Estos electrones "lentos" crean una carga espacial negativa que repele los  electrones secundarios  hacia el ánodo.

### Ventajas
Este diseño tiene las siguientes ventajas en comparación con el pentodo:
- La corriente de la reja de pantalla es aproximadamente el 5-10% de la corriente del ánodo, en comparación con el 20% para el pentodo. Esto permite un mejor rendimiento del tubo.
- Mucha menos distorsión del 3.er armónico que el pentodo.

### Desventajas
Por otro lado tiene las siguientes desventajas respecto al pentodo:
- Tiene una mayor distorsión de intermodulación. Este defecto puede ser eliminado mediante realimentación negativa o diseñando la etapa de potencia para funcionamiento "ultra lineal" (un push-pull creado mediante la conexión de las rejillas de pantalla sobre una parte de la bobina del transformador de salida que alimenta los ánodo s).
- Se requiere mayor amplitud de la tensión de pilotaje de la reja de control.
- Presenta una mayor tendencia a oscilar si hay un mal diseño del montaje en que se utiliza.

## Desarrollo
La sociedad MOV consideraba este tipo de tubo muy difícil de fabricar, debido a la complejidad que suponía tener que alinear el dibujo de las rejas, y se puso en contacto con la RCA para su fabricación conjuntamente. Esta tenía los recursos para producir un diseño que funcionan. Lo que resultó fue la famosa 6L6, debido al mejor rendimiento de la misma, en comparación con los pentodo, un gran número de tetrodos de haz dirigido aparecieron en el mercado. En el audio, los mejores ejemplos son los KT66 y KT88 producidos por MOV, estos modelos todavía se fabrican hoy en día, aunque para otros fabricantes.
Es interesante observar que muchas válvulas que hoy en día son comercializadas como pentodo, en realidad son tetrodos de haz dirigido. Por ejemplo, aunque el tubo de referencia EL34 de Mullard está construido como un pentodo, muchos fabricantes lo comercializan como tetrodo de haz dirigido. Otro ejemplo era el doble-tubo ECL82 producido por Philips/Mullard, que definían como un triodo+un pentodo de baja potencia, resulta ser un triodo+un tetrodo de haz dirigido.
Los tetrodos de haces dirigidos de mayor venta son probablemente los "6L6" de la serie (25L6, 35L6 y 50L6), y sus versiones en miniatura 50B5 50C5 y que estaban sobre el millón de receptores PM "All American Five "(receptores de" cinco "válvulas).

## Características
El uso de dos placas como reja supresora (g3), en lugar de la reja bobinada del pentodo. Estos tubos tratan de combinar las ventajas del triodo con las de pentodo. De esta manera, tienen una sensibilidad igual a la del pentodo y una impedancia de salida relativamente pequeña y cercana a la de un triodo. Estas características lo convierten en un tubo de elección en muchas áreas de etapas de potencia tanto de audio como de transmisores de potencia a frecuencias muy altas.
Para el diseño de circuitos, las ecuaciones utilizadas son las mismas que para el pentodo.
Algunos tubos como el EL34 están fabricados como  pentodos por parte de algunos fabricantes y otros lo hacen como tetrodo de haces dirigidos (con la referencia 6CA7). También hay una versión especial del EL34 (EL37) con la reja pantalla deliberadamente modificada para producir un sonido rico en el 3.er armónico, característico del "sonido Rock de lámpara" de la guitarra eléctrica. Ni que decir tiene que este tubo es totalmente inadecuado para la alta fidelidad.

## Modelos actuales
- 6550
- 6L6
- KT88
- 6V6

- Datos: Q7888954
- Multimedia: Beam tetrodes / Q7888954